# Saltia
Saltia is een geslacht van vlinders van de familie uilen (Noctuidae), uit de onderfamilie Hadeninae.

## Soorten
- S. acrophylax Tams, 1952
- S. edwardsi Tams, 1952